# Volsca Films
La Volsca Films fu una compagnia di produzione cinematografica italiana attiva nei primi decenni del XX secolo.
Fondata a Velletri nel 1912, fu attiva fino al 1918.

## Fondazione e produzione cinematografica
La Volsca Films viene fondata a Velletri il 18 gennaio 1912 dall'imprenditore ed avvocato Gioacchino Mecheri, pioniere del cinema muto italiano già cofondatore e direttore generale della Celio Film e futuro proprietario della Tiber Film.
Gli studi erano situati nel borgo vecchio della città, accanto alla chiesa di Sant'Antonio,  in un edificio costantemente illuminato dal sole e che consentiva di girare in interni sfruttando la luce naturale, unica fonte d'illuminazione dell'epoca.
La produzione si ferma alla fine della prima guerra mondiale quando l'edificio degli studi fu donato a un orfanotrofio da Maria Pia Mecheri, sorella di Gioacchino, come risulta da targa marmorea visibile nell'ingresso a fianco della chiesa di S. Antonio.

## Produzioni
- Rivale nell'ombra (1912)
- Fiore di fango (1913)
- Figlia di detective (1913)
- Liliana: La mondana (1913)
- Il mistero di un passaggio segreto (1913)
- La notte degli spettri (1913)
- Mala sorte (1913)
- Sacrificio (1913)
- Una escursione del Club Alpino al Gran Sasso d'Italia (1913)
- Cose dell'altro mondo (1914)
- Dissidio di cuori (1914)
- Pace, mio Dio!... (1914)
- La fidanzata di Giorgio Smith (1914)
- L'addio al celibato (1914)
- La rivelazione dello scemo (1914)
- È più forte l'amore (1914)
- Il fondo del calice (1914)
- Il nemico dell'uomo (1914)
- Il viale dei tigli (1915)
- Nei gorghi della passione (1915)
- Primula (1915)
- La vampa (1915)
- La maschera della morta (1915)
- La società della mano sinistra (1915)
- Fiamme funeste (1916)
- ...E l'altare crollò (1916)
- Farfalla d'oro (1916)
- La morte bianca (1916)
- Anima trasmessa (1916)
- Turbine rosso (1916)
- Pimprinette (1917)
- Capricci d'amore (1917)
- Nei labirinti di un'anima (1917)
- Il cuore dell'altra (1917)
- La poesia delle maschere (1918)
- Il demone occulto (1918)
- Il salice piangente (1918)
- Ah, quella Dory!... (1918)
- Natacha (1918)